# 스위트 홈 2
《스위트홈 2》는 2023년 12월 1일 공개 예정인 넷플릭스의 한국 스릴러 시리즈이다. 킴 캔비와 황잉칸이 공동 창작하고 네이버 웹툰에서 연재한 동명의 인기 만화를 각색한 작품이다. ' 태양의 후예 ', ' 쓸쓸하고 찬란하神 - 도깨비 ' 등을 연출한 이응복 감독의 웹드라마 ' 스위트홈 '의 2020년 후속작이다.

## 출연

### 주요 인물
- 송강 : 차현수 역
- 이진욱 : 편상욱 역
- 이시영 : 서이경 역

### 생존자
- 고민시 : 이은유 역
- 박규영 : 윤지수 역
- 현봉식 : 왕호상 역
- 채원빈 : 하니 역
- 김신록 : 지 반장 역
- 윤세아 : 봉선화 역
- 양혜지 : 정예슬 역
- 김동영 : 오준일 역
- 변중희 : 중일 母 역
- 김정우 : 베드로 역
- 홍수주 : 진아 역
- 김희정 : 차진옥 역
- 하율 : 김수영 역
- 최고 : 김영수 역
- 김국희 : 손혜인 역
- 우정국 : 강승완 역
- 이원석 : 류재완 역
- 박원석 : 도상진 역
- 김규백 : 안동기 역

### 까마귀 부대
- 유오성 : 탁인환 역
- 김무열 : 김영후 역
- 진영 : 박찬영 역
- 정석원 : 민서진 역
- 허남준 : 강석찬 역
- 유인선 : 최용석 역
- 육준서 : 방진호 역
- 정종현 : 정종현 역

### 정부
- 오정세 : 임 박사 역
- 정인겸 : 총리 역
- 김학준 : 준장 역

### 그 외 인물
- 김시아 : 아이 역
- 김지안 : 윤자영 역

### 기타 인물
- 양준혁 : 올빼미 부대원 역(목소리)

### 특별 출연
- 고윤정 : 박유리 역 (1회)

## 참고 사항
- 이시영과 김무열은 OCN 토일 드라마 《아름다운 나의 신부》 이후로 9년 만에 재회하는 작품이며, 디즈니+ 드라마 《그리드》 이후로 2년 만에 재회하여 캐스팅 되었다.
- 김신록은 ENA 수목드라마 《유괴의 날》 이후로 1년 만에 재회하여 캐스팅 되었다.
- 윤세아와 김무열은 SBS 일일 드라마 《아내가 돌아왔다》 이후로 15년 만에 재회하는 작품이며, 영화 《정직한 후보》 이후로 4년 만에 재회하여 캐스팅 되었다..